# Данилова Балка
Дани́лова Ба́лка (укр. Данилова Балка) — село в Благовещенской городской общине Голованевского района Кировоградской области Украины.
Население по переписи 2001 года составляло 955 человек. Почтовый индекс — 26440. Телефонный код — 52-59.

## История
В 1945 г. Указом ПВС УССР село Данилова Балка и посёлок Антоновка объединены в один населенный пункт село Данилова Балка.
До 2020 года село входило в Благовещенский район

## Известные люди
В селе родились физик В. М. Струтинский; лётчик, Герой Социалистического Труда А. Ф. Кравец.